# Eduard von Knorr
Ernst Hugo Eduard Wilhelm Heinrich von Knorr, född den 8 mars 1840 i Saarlouis, död den 17 februari 1920 i Berlin, var en tysk amiral.
von Knorr inträdde 1854 som kadett i preussiska flottan, besegrade 1870 som kaptenlöjtnant på kanonbåten "Meteor" vid Havanna den betydligt större och mer bemannade franska avison "Bouvet". Han utnämndes 1871 till korvettkapten, förde 1874-1877 kommandot på kadettskeppet "Hertha" under dess expedition till Stilla havet och befordrades 1876 till Kapitän zur See (kommendör), var 1878-1881 övervarvsdirektor i Wilhelmshaven, 1881-1884 chef för amiralitetsstaben samt 1884-1888 chef för den västafrikanska eskadern, varunder han nedslog ett uppror i Kamerun 1885 och tvang sultanen av Zanzibar att erkänna Tysklands skyddsherravälde i Östafrika. Knorr, som 1883 befordrats till konteramiral, utnämndes 1889 till viceamiral, 1893 till amiral och 1895 till tyska flottans befälhavare. Han upphöjdes 1896 i ärftligt adligt stånd. 1897 försattes han på egen begäran som amiral à la suite i disponibilitet. Knorr författade en Handbuch der schiffsdampfmaschinenkunde (1867).